# Tolmatchev Dol
Pour les articles homonymes, voir Tolmatchev.
Le Tolmatchev Dol (en russe : Толмачев Дол) ou plateau Tolmatchev est un plateau volcanique situé au nord-est du volcan Opala, au sud de la péninsule du Kamtchatka, dans l'Extrême-Orient russe.
Le plateau est parsemé de cônes et champs de lave de la fin du Pléistocène et de l'Holocène. Les cônes et champs de lave couvrent une vaste zone autour du lac Tolmatchev, qui s'est formé à l'intérieur d'une importante dépression à mi-chemin entre les volcans Opala et Goreli. Le stratovolcan Tolmatchev (1 415 m) qui s'est formé au Pléistocène se trouve sur la rive sud-est du lac. Une éruption explosive majeure a eu lieu 4 600 ans BP à partir du cratère Chasa dans la partie nord du plateau, au cours de laquelle environ 1 km3 de tephras rhyolitiques ont été expulsés. La dernière éruption en date sur le Tolmatchev Dol est celle d'un cône volcanique situé au nord-ouest du plateau 1 600-1 700 ans BP.